# Ctenocidaris aotearoa
Ctenocidaris aotearoa is een zee-egel uit de familie Ctenocidaridae.
De wetenschappelijke naam van de soort werd in 1974 gepubliceerd door Donald George McKnight.